# Zadní Zhořec
Zadní Zhořec är en ort i Tjeckien.   Den ligger i regionen Vysočina, i den centrala delen av landet, 130 km sydost om huvudstaden Prag. Zadní Zhořec ligger 554 meter över havet och antalet invånare är 140.
Terrängen runt Zadní Zhořec är huvudsakligen platt, men västerut är den kuperad. Runt Zadní Zhořec är det ganska tätbefolkat, med 93 invånare per kvadratkilometer. Närmaste större samhälle är Žďár nad Sázavou, 14,6 km norr om Zadní Zhořec. Trakten runt Zadní Zhořec består till största delen av jordbruksmark.